# Zielony Kąt
```

```

Zielony Kąt (prononciation [ʑeˈlɔnɨ ˈkɔnt]) est un village de la gmina de Nowodwór du powiat de Ryki dans la voïvodie de Lublin, situé dans l'Est de la Pologne.
Il se situe à environ 16 kilomètres à l'est de Ryki (siège du powiat) et 55 kilomètres au nord-ouest de Lublin (capitale de la voïvodie).
Le village comptait approximativement une population de 76 habitants en 2009.

## Histoire
De 1975 à 1998, le village est attaché administrativement à la voïvodie de Siedlce.

Depuis 1999, il fait partie de la nouvelle voïvodie de Lublin.